# Силван Спрингс (Алабама)
Силван Спрингс (енгл. Sylvan Springs) град је у америчкој савезној држави Алабама. По попису становништва из 2010. у њему је живело 1.542 становника.

## Демографија
Према попису становништва из 2010. у граду је живело 1.542 становника, што је 77 (5,3%) становника више него 2000. године.
| Група             | 2000.         | 2010.         |
| Белци             | 1.439 (98,2%) | 1.494 (96,9%) |
| Афроамериканци    | 10 (0,7%)     | 21 (1,4%)     |
| Азијати           | 1 (0,1%)      | 0 (0,0%)      |
| Хиспаноамериканци | 7 (0,5%)      | 8 (0,5%)      |
| Укупно            | 1.465         | 1.542         |